# カラウールバザール
カラウールバザール (ラテン文字:Qorovulbozor, Karaulbazar、ウズベク語: Qorovulbozor / Қоровулбозор、ロシア語: Караулбазар) はウズベキスタン・ブハラ州の都市である。州都のブハラからは南東に約50kmの地点にある。2012年の人口は9,548人となっている。

## 概要
1981年に都市として設立された。街にはヌクス、ブハラ、カルシを結ぶアジアハイウェイのA380が通っている。また、ブハラとトルクメニスタンのテュルクメナバートを結ぶウズベキスタン鉄道が通っている。